# Парфино
Па́рфино — рабочий посёлок (с 1938) в Новгородской области России. Является административным центром Парфинского муниципального района.

## География
Расположен в центральной части области на реке Ловать, в 30 километрах от её впадения в озеро Ильмень. Парфино находится в 116 км к югу от Великого Новгорода и в 20 км к востоку от Старой Руссы (расстояния даны не прямые, а по трассе). Примечательно, что добраться до посёлка Парфино из Великого Новгорода можно двумя примерно равными по расстоянию путями (с разных сторон озера Ильмень).
Через Парфино (5 км) проходит железная дорога Бологое-Московское — Валдай — Старая Русса — Дно-1. Посёлок соединён автомобильными дорогами со Старой Руссой и посёлком Пола, дорога на который имеет выходы на трассу М10 (Москва — Санкт-Петербург) и посёлок Демянск.

## История
Впервые упоминается в 1495 году, как деревня Парфеево. В 1539 году значится как деревня Парфино Медниковской волости Старорусского уезда Шелонской пятины Новгородской земли. Но это упоминание относится не к современному посёлку Парфино, а к деревне Парфино, которая располагается по левую сторону реки Ловать.
В 1910 году напротив деревни, на правом берегу Ловати петербургский купец I гильдии Дмитрий Николаевич Лебедев начал строительство фанерной фабрики. Строительство велось на землях крестьян деревни Жересло; в ней позднее и поселились рабочие фабрики, так что растущий фабричный посёлок со временем «поглотил» эту деревню. Название же Парфино он получил позднее по близлежащей железнодорожной станции.
Выпуск фанеры начался уже в 1910 году, а в следующем году на фабрике работало 111 человек. Развивающееся предприятие получило название «Ловацкие деревообделочные заводы товарищества лесопильных заводов и мануфактур Дмитрия Николаевича Лебедева». Парфинская фанера предназначалась для продукции макаронной, сахарной и табачной промышленности, а также стала основным конструкционным материалом при постройке первых российских самолётов «Святогор» и «Илья Муромец». Однако уже в 1913 году Лебедев продал фабрику акционерному обществу Северных лесопильных заводов «Русская фанера», а в 1919 году предприятие было национализировано и стало называться «Второй государственный фанерный и лесопильный завод Северного района».
До 1927 года деревня Парфино и посёлок фанерного завода входили в состав Старорусской волости Старорусского уезда Новгородской губернии. С 1 августа 1927 года в рамках проводимой в СССР административно-территориальной реформы деление на губернии и уезды было отменено, и деревня вместе с посёлком вошла в состав Старорусского района Новгородского округа Ленинградской области(23 июля 1930 года деление на округа в СССР было упразднено).
Указом Президиума Верховного Совета РСФСР от 11 сентября 1938 года посёлок фанерного завода получил название Парфино и официальный статус рабочего посёлка. По Указу Президиума Верховного Совета СССР от 5 июля 1944 года этот посёлок был включён в состав вновь образованной Новгородской области.
В августе 1941 года посёлок Парфино, насчитывавший тогда уже 5 тыс. жителей, оказался в условиях немецко-фашистской оккупации. Однако 9 февраля 1942 года Советская Армия изгнала немецко-фашистских захватчиков из посёлка (почти полностью уничтоженного оккупантами), хотя длительное время он оставался в прифронтовой полосе. После войны посёлок был отстроен заново и значительно вырос.
Указом Президиума Верховного Совета РСФСР от 13 декабря 1968 года из части Старорусского района был создан Парфинский район, а рабочий посёлок Парфино стал центром этого района. Решением Новгородского облисполкома от 23 декабря 1968 года № 750 в состав новообразованного района из Старорусского района было перечислено 9 сельсоветов.

## Население
| 1939  | 1959  | 1970  | 1979  | 1989  | 2002  | 2009  | 2010  | 2012  |
| ----- | ----- | ----- | ----- | ----- | ----- | ----- | ----- | ----- |
| 4019  | ↗7070 | ↘7017 | ↗7430 | ↗8299 | ↗8446 | ↘7988 | ↘7492 | ↘7268 |
| 2013  | 2014  | 2015  | 2016  | 2017  | 2018  | 2019  | 2020  | 2021  |
| ↘7216 | ↘7118 | ↘7018 | ↘6903 | ↘6784 | ↘6692 | ↘6514 | ↘6350 | ↗6481 |

Генетика
Исследования гаплогрупп митохондриальной ДНК показали, что в северных популяциях русских Ошевенского, Белой Слуды (Архангельская область) и Парфино обнаружены статистически достоверные различия распределений частот аллельных вариантов от таковых в ряде других восточнославянских популяций, где наблюдается большая степень гомогенности.
Национальный состав
По итогам переписи населения 2020 года проживали следующие национальности (национальности менее 0,1 % и другое, см. в сноске к строке «Другие»):
| Национальность | Численность, чел. | Доля     |
| -------------- | ----------------- | -------- |
| Русские        | 4797              | 74,02 %  |
| Цыгане         | 40                | 0,62 %   |
| Украинцы       | 28                | 0,43 %   |
| Таджики        | 17                | 0,26 %   |
| Белорусы       | 14                | 0,22 %   |
| Узбеки         | 12                | 0,19 %   |
| Азербайджанцы  | 7                 | 0,11 %   |
| Другие         | 1566              | 24,15 %  |
| Итого          | 6481              | 100,00 % |

## Экономика
Главным предприятием посёлка является Парфинский фанерный комбинат, производящий пиломатериалы и фанеру.
Распоряжением Правительства РФ от 29 июля 2014 года № 1398-р «Об утверждении перечня моногородов» посёлок включён в категорию «Монопрофильные муниципальные образования Российской Федерации (моногорода) с наиболее сложным социально-экономическим положением».

## Известные уроженцы
- Залгаллер, Виктор Абрамович (1920—2020) — советский российский математик, геометр.
- Подосокорский, Николай Николаевич (род. 1984) — российский литературовед, блогер.
- Абрамов, Олег Николаевич (RADIO TAPOK) (род. 1989) — российский рок-музыкант, видеоблогер.
- Некрасов, Дмитрий Константинович (род. 2001) — российский киберспортсмен по игре Escape from Tarkov.

## Достопримечательности

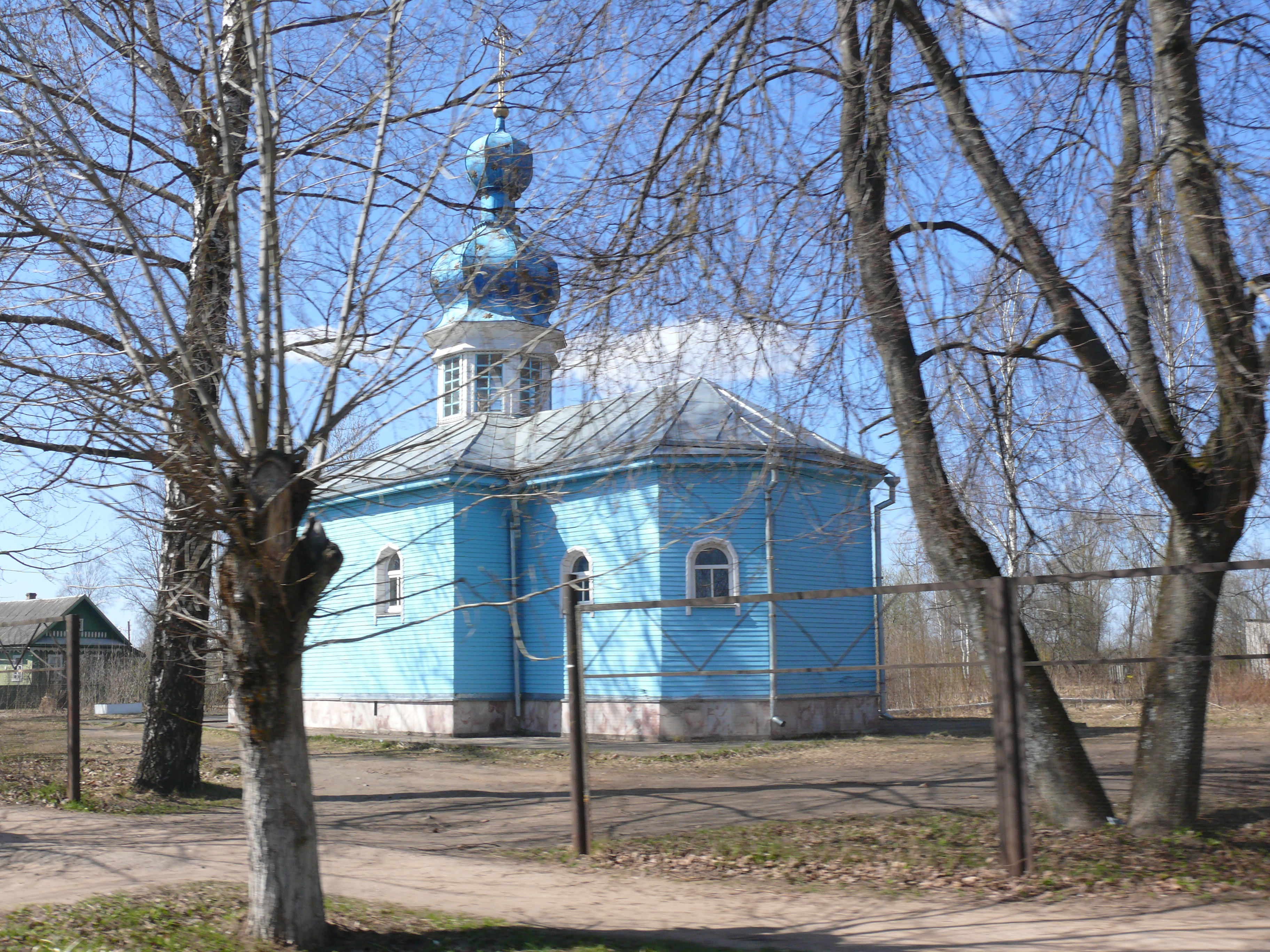
Церковь Феодоровской иконы Божией Матери

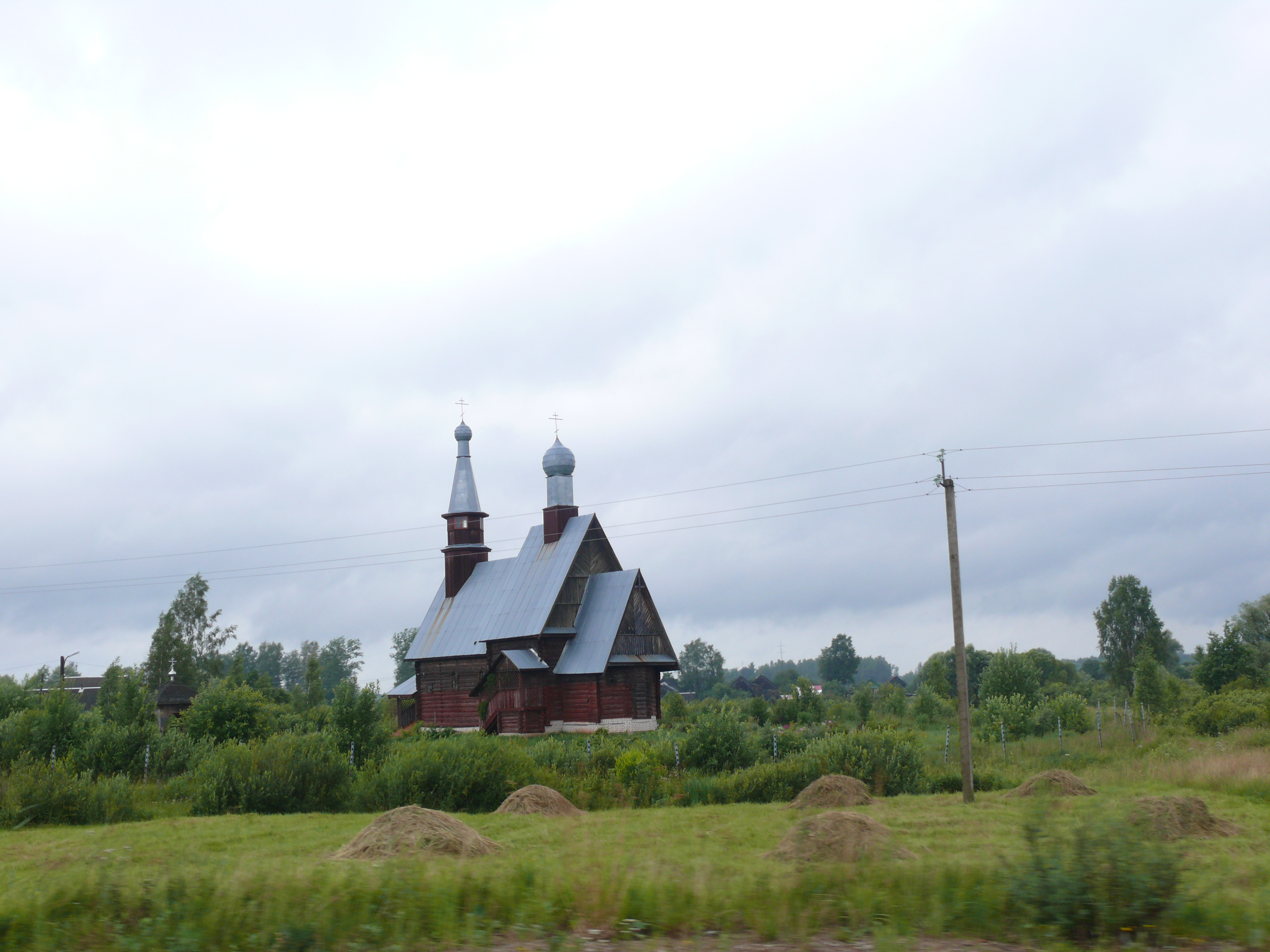
Церковь святого Серафима Саровского

Главные достопримечательности Парфина расположены при въезде в посёлок.
- Памятник советским танкистам в Великой Отечественной войны в виде установленного на пьедестале танка КВ-1с, которых до настоящего времени сохранилось лишь считанные единицы (4 танка, включая этот).

- За ним неподалёку расположена церковь святого Серафима Саровского, несмотря на то, что она построена в конце XX века, выдержана в традиционном стиле клетской церкви XVII века (см. Основные типы деревянных храмов).
- На площади располагается памятник В. И. Ленину.
- Церковь Феодоровской иконы Божией Матери (2000—2005)[29]
- На краю посёлка, у реки, располагается братское кладбище, где захоронены солдаты Великой Отечественной войны.
- Главный памятник посвящён Погорелову Василию Порфирьевичу, в честь которого названа улица посёлка.
- В честь героя Гражданской войны в Афганистане лейтенанта А. А. Крупнова, уроженца Парфина, в посёлке названа улица.
- У железной дороги — памятник красноармейцам, расстрелянным гитлеровцами (установлен в 2010 г.)

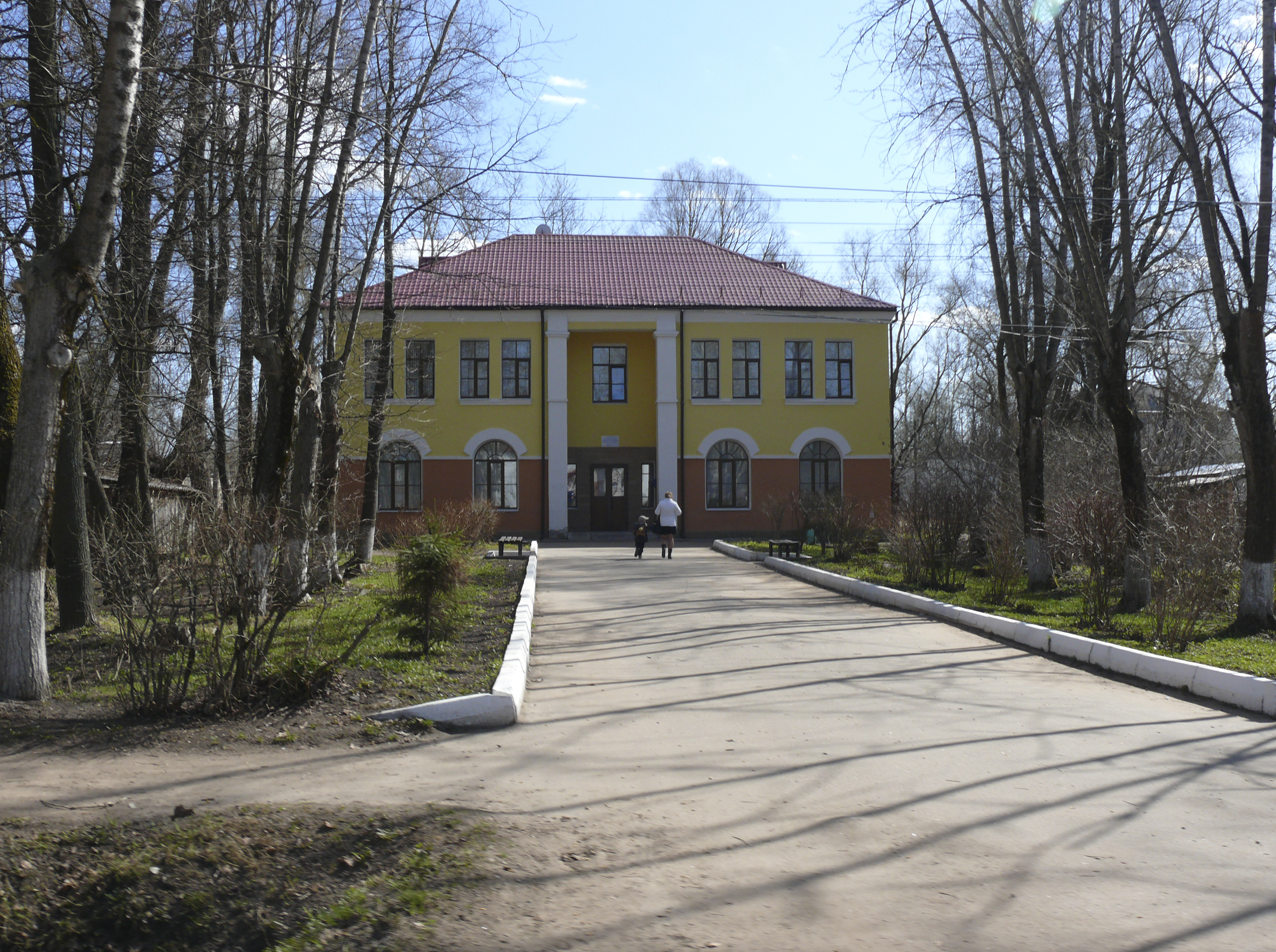
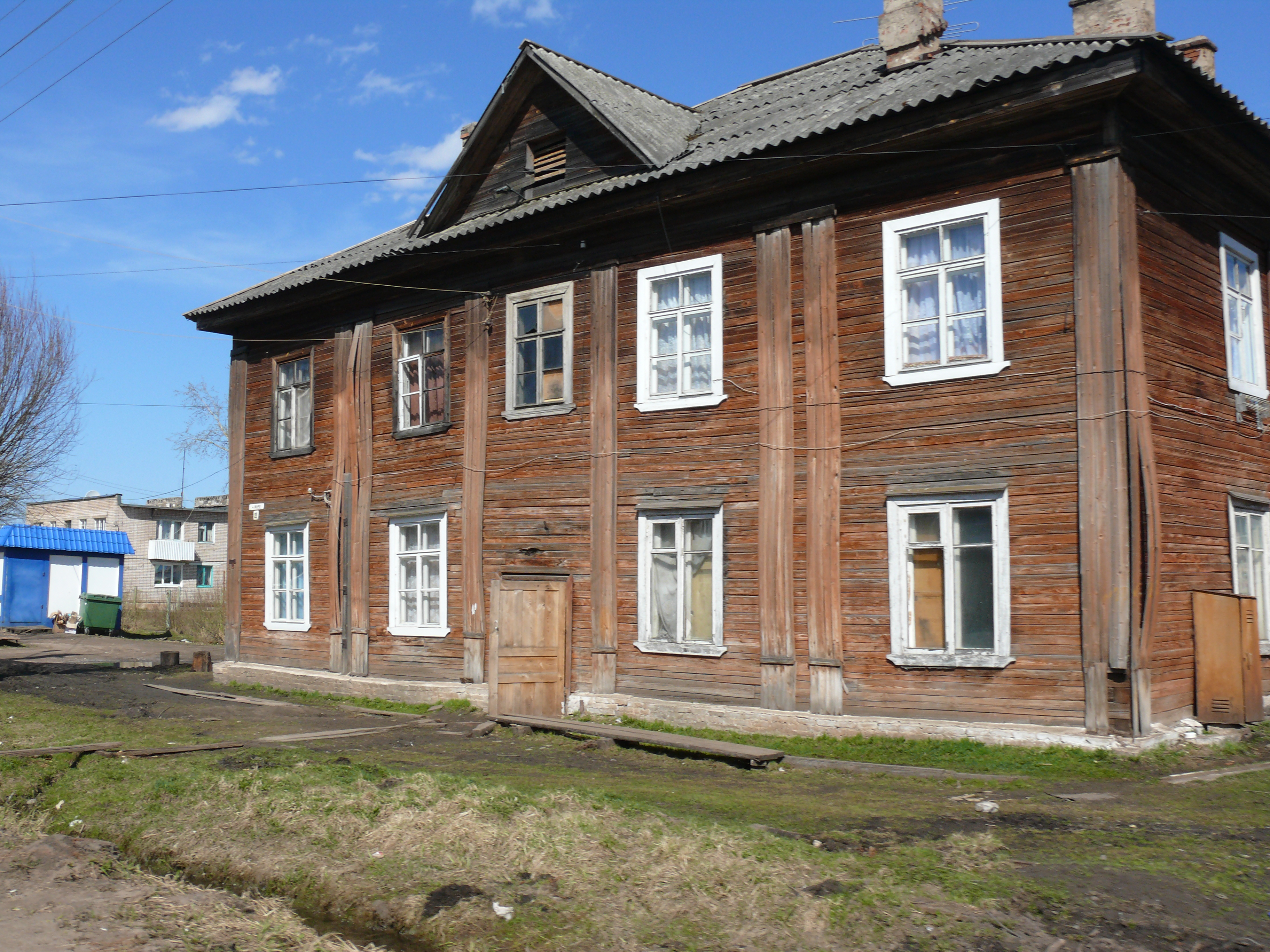
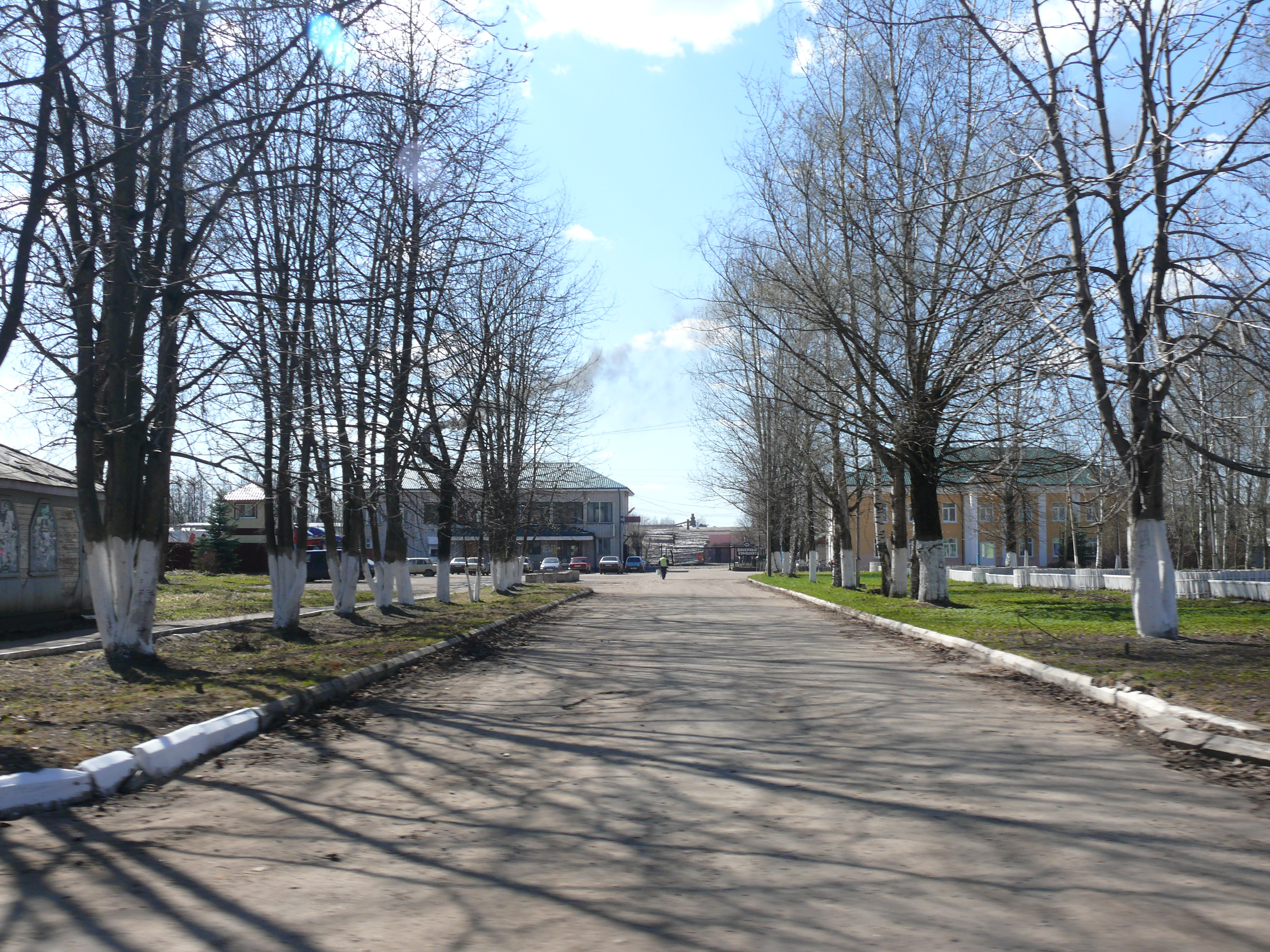
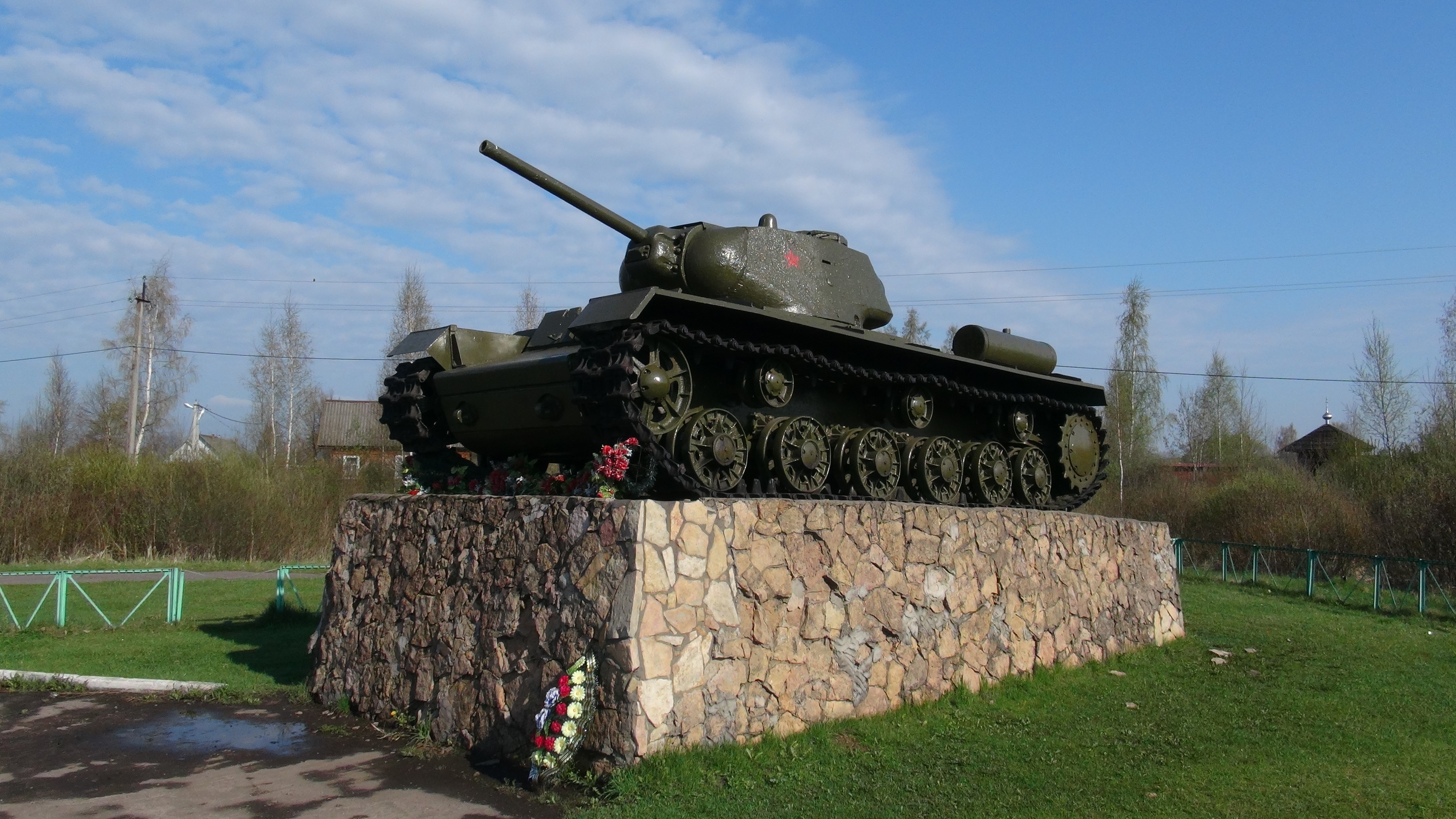
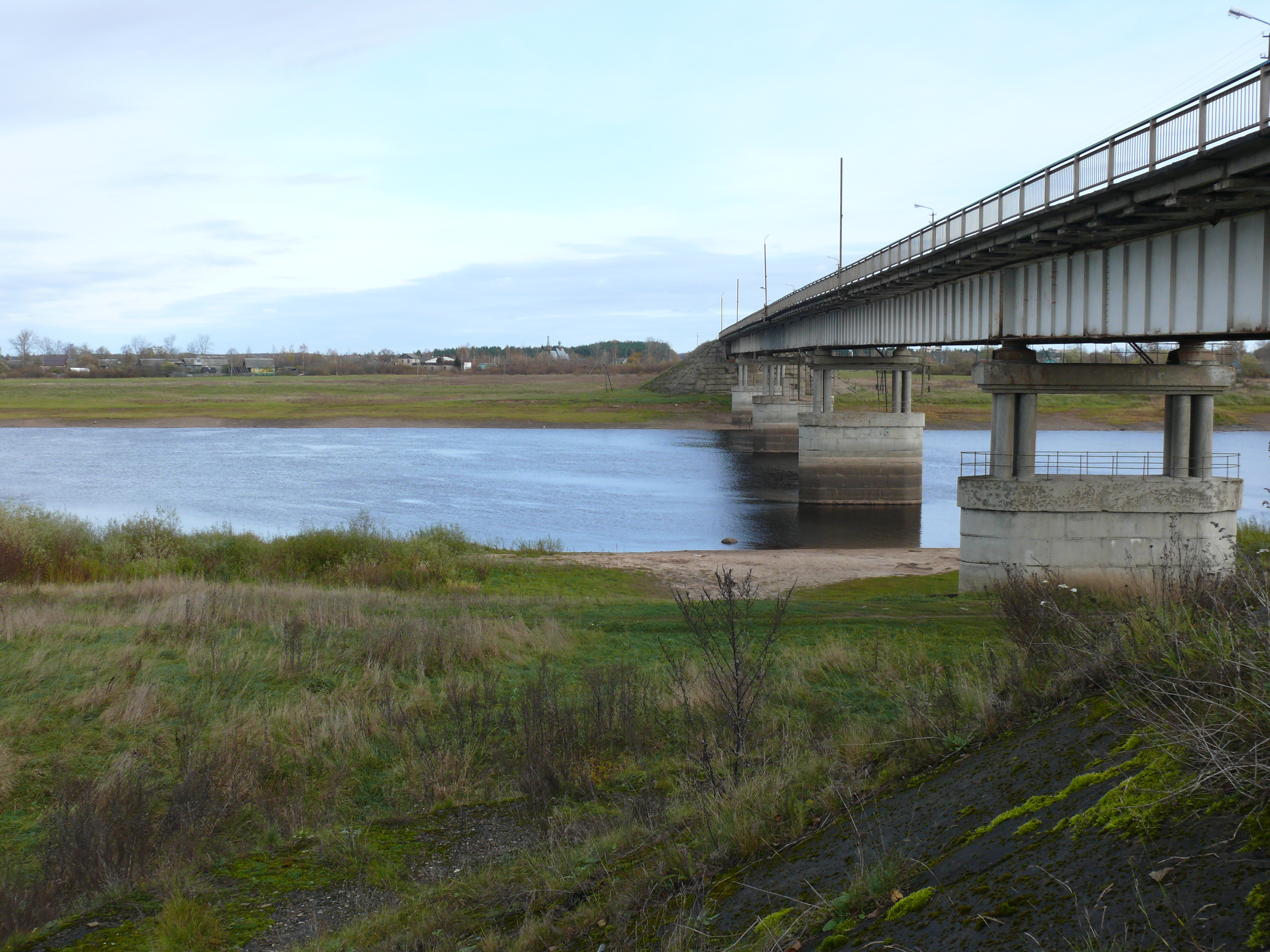
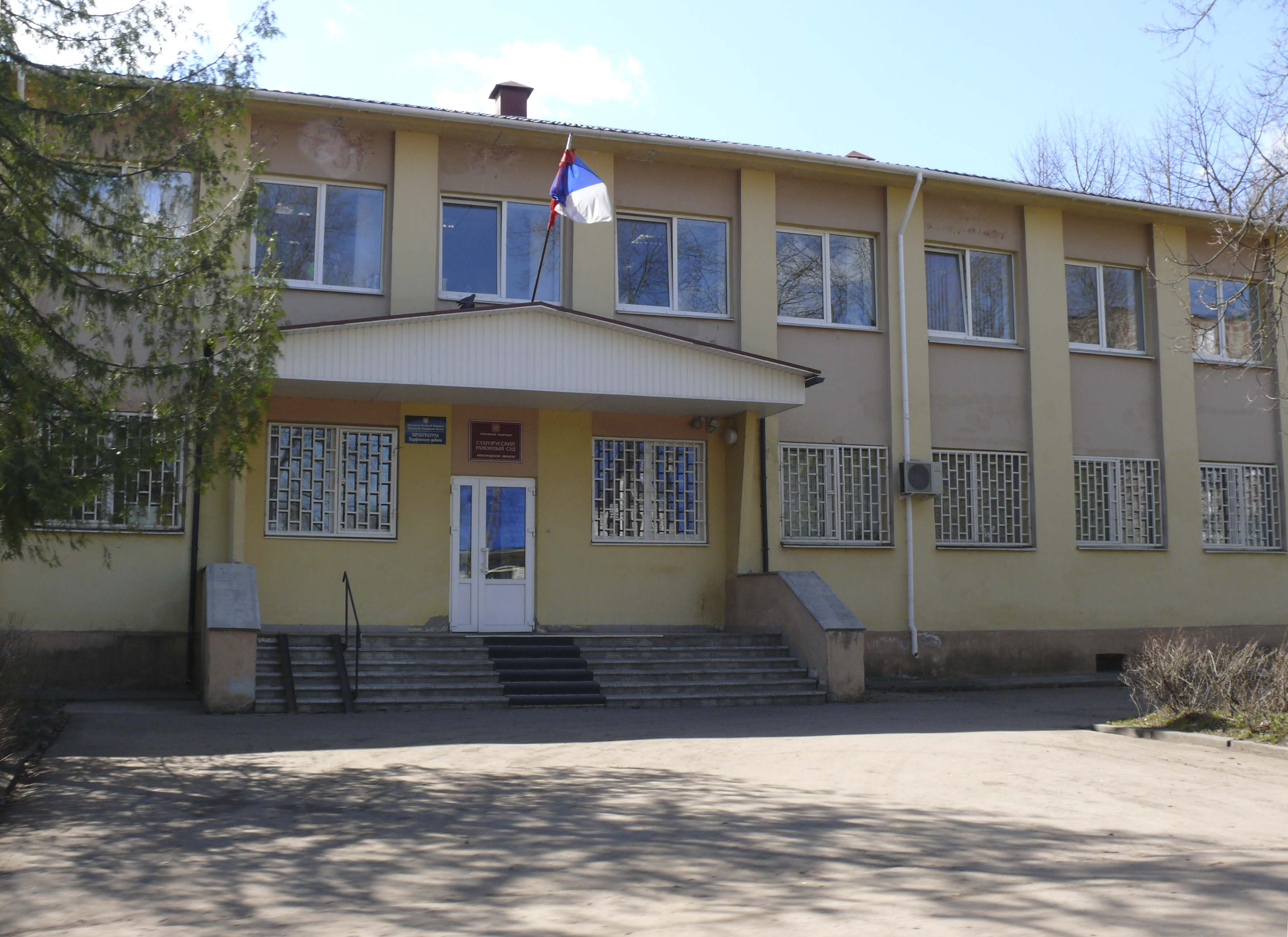

## Пенитенциарное учреждение
В посёлке осуществляет свою деятельность колония строгого режима № 9 УФСИН России по Новгородской области.
В 1986 году силами 46 осуждённых началось строительство колонии. В 1988 году строящуюся колонию перепрофилировали в лечебно-трудовой профилакторий № 2. Но в 1994 году учреждение стало ИК строгого режима. На территории налажено производство кованных изделий, а также деревообработка. Ещё трудятся осуждённые на мукомольном и крупяном участках, действует собственная пекарня, швейное производство. Хорошо развито подсобное хозяйство (выращивание мяса куры, тепличное хозяйство). Для обучения осужденных в 2008 году здесь построено новое здание профессионального училища с тремя классами и тремя мастерскими.